# Останкинский мясоперерабатывающий комбинат
Останкинский мясоперерабатывающий комбинат (ОМПК) — предприятие мясной промышленности в Бутырском районе Москвы, основные виды производимой продукции — колбасные изделия, замороженные мясные полуфабрикаты (прежде всего — пельмени).
Пущено в 1954 году, к 1965 году выведено на проектную мощность 350 тонн мясной продукции в сутки. В начале 1990-х годов акционировано, в 1998 году приобретено группой инвесторов во главе с Михаилом Поповым, сформировавших на основе активов предприятия вертикально-интегрированную мясопромышленную компанию «Останкино».
По состоянию на середину 2010-х годов является ведущим среди четырёх мясоперерабатывающих предприятий компании «Останкино» и выпускает все основные виды готовой продукции фирмы. Юридическое лицо, владеющее активами предприятия — открытое акционерное общество «Останкинский мясоперерабатывающий комбинат», акции которого торгуются на Московской бирже, контролируется компанией «Останкино», однако почти половина акций предприятия принадлежит структурам группы «Ренова».

## Местоположение

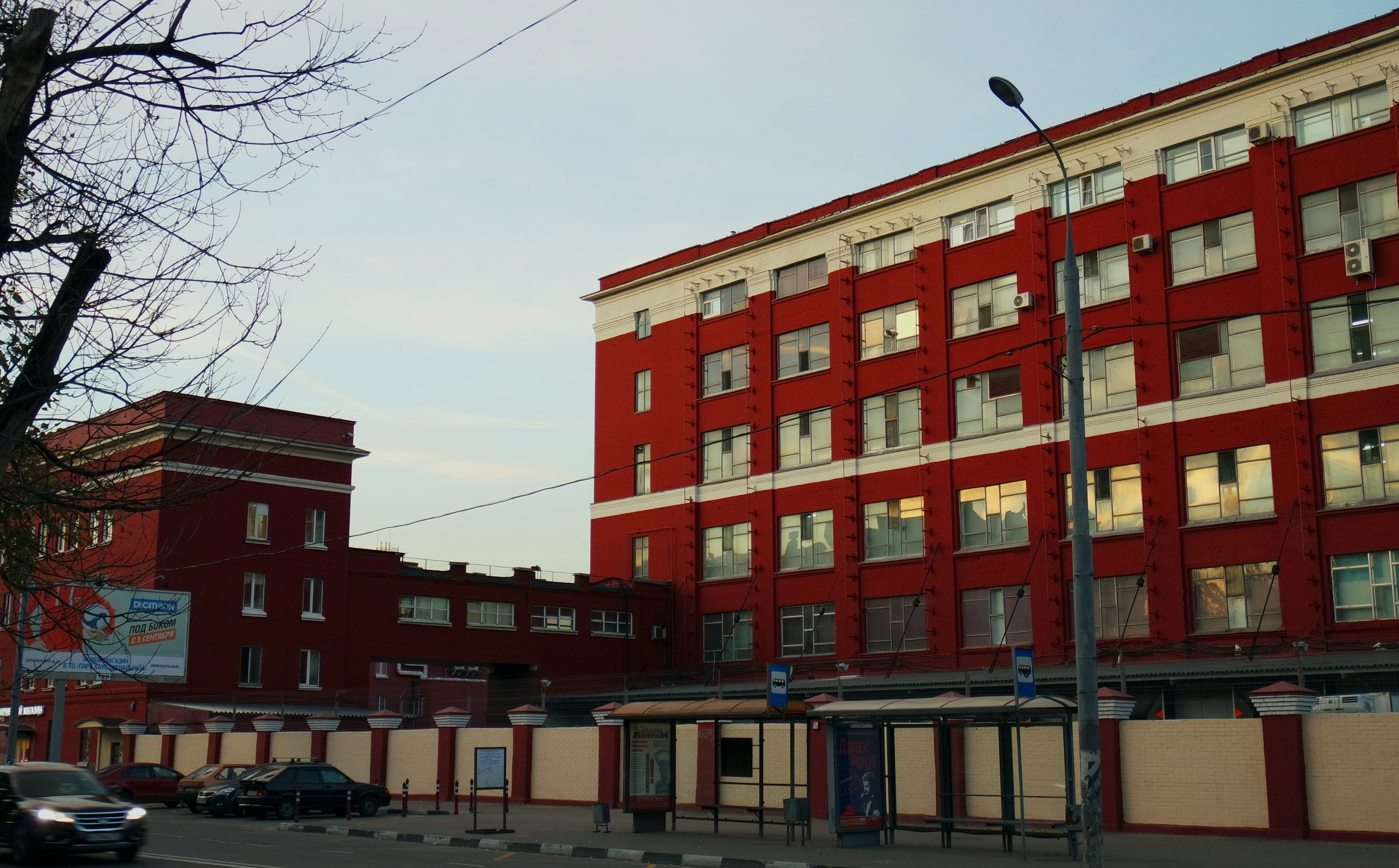
Основной производственный корпус — корпус № 1 со стороны Огородного проезда

Предприятие занимает участок площадью около 2,5 га, ограниченный Огородным проездом и линией Московского отделения Октябрьской железной дороги (в районе платформы Останкино). С северо-запада территория граничит с участком бывшего Останкинского пивоваренного завода, с юго-востока — участком московского предприятия фирмы Baskin Robbins (бывшим Хладокомбинатом № 9); в трёхстах метрах на юго-восток от территории предприятия располагается вестибюль станции метро Бутырская.
Все сооружения комбината расположены по адресу Огородный проезд, 18, среди них — несколько цеховых корпусов, крупнейший (корпус 1) — общей площадью помещений более 65 тыс. м², а также два административных корпуса с площадями около 3,5 тыс. м² (строение 3) и 4,5 тыс. м² (строение 4), стоящие фасадом к Огородному проезду.

## История
Строительство Московского мясоперерабатывающего завода в Огородном проезде началось в 1940 году по приказу Народного комиссариата мясной и молочной промышленности, проект предусматривал создание одного из крупнейших в Европе предприятий мясной промышленности. Однако из-за войны строительство было заморожено на ранних стадиях и возобновлено лишь в 1949 году. Под руководством архитектора Н. Н. Кима к 1954 году построено несколько корпусов и смонтировано оборудование в двух цехах, и 30 декабря 1954 года заводом выпущена первая продукция — колбаса, сардельки и пельмени. Предприятие стало первым в СССР промышленным производителем пельменей, объём производства которых достигал 80 тонн в сутки.
В 1957 году завод переименован в Останкинский мясоперерабатывающий комбинат. К 1965 году спроектированный производственный комплекс окончательно достроен, в том числе, в 1965 году создан один из первых в СССР цех сублимационной сушки пищевых продуктов, комбинат вышел на проектную мощность, выпуская 330—350 тонн готовой продукции в сутки. В 1960-е годы предприятие считалось успешным, так, в течение семи кварталов подряд за перевыполнение планов получало переходящее Красное знамя Совета министров СССР.

Логотип Останкинского мясоперерабатывающего комбината в период самостоятельности (1990-е годы)

В 1990—1992 годы для предприятия было импортировано оборудование на $35 млн, после акционирования по программе приватизации в 1993—1994 годы проведена модернизация производства на сумму 10 млн долларов. Однако, несмотря на весьма крупные по меркам начала 1990-х годов инвестиции, показатели деятельности неуклонно снижались: реализация в 1996 году составила $166,5 млн, а в 1997 году сократилась на 20 %, составив менее 134 млн долларов. В 1998 году предприятие достигло производственного минимума, выпустив за весь год 23 тыс. тонн готовой продукции (100 тонн в сутки в начале 1998 года и 60─80 тонн в середине года).
Акции предприятия в середине 1990-х годов оставались в основном в руках трудового коллектива и предприятие контролировалось менеджментом. В 1998 году компания «Черкизово», сформированная на базе активов Черкизовского мясокомбината и завладевшая к тому времени также Бирюлёвским мясокомобинатом, предприняла попытку получить контроль и над Останкинским комбинатом, организовав при поддержке руководства предприятия принятие решения о проведении дополнительной эмиссии акций в свою пользу. Однако компания «Интеррос», владевшая на тот момент небольшой долей в предприятии, как миноритарный акционер оспорила выкуп дополнительной эмиссии в интересах «Черкизово» и перехватила инициативу, приобретя весь дополнительный пакет, получив в сентябре 1998 года полный контроль над предприятием. Сообщалось о планах формировании «Интерросом» планов реформирования предприятия, включающих создание региональной сбытовой сети, снижения себестоимости, сокращения персонала с 2 тыс. до 1,6 тыс. работников. Однако уже в отчётных документах за IV квартал 1998 года в качестве владельцев фигурируют новые собственники — группа инвесторов во главе с бывшим генеральным директором инвестиционной фирмы «Абсолют» Михаилом Поповым. Впоследствии Попов комментировал приобретение предприятия как попытку бывших фондовых спекулянтов вложиться в недорогой актив в реальном секторе с возможностью заработать на его развитии, при этом состав группы инвесторов не раскрывается. В 2000 году на предприятии инициирована процедура банкротства, введена процедура наблюдения и назначен внешний управляющий, однако в том же году собственникам удалось заключить мировое соглашение с кредиторами.
С 2002 года владельцы предприятия вложили часть прибыли комбината, а также собственные средства, в создание свиноводческого комплекса «Тропарёво», тем самым приступили к созданию вертикально-интегрированной компании, в которой комбинат занял место одной из мясоперерабатывающих мощностей, а его наименование используется для общей торговой марки продукции — «Останкино», выпускаемой в том числе и на других предприятиях фирмы. В 2004 году разработана комплексная рекламно-коммуникационная кампания, призванная сформировать у потребителей представление о надлежащем качестве продукции комбината, одной из мер стало размещение веб-камер в производственных цехах, изображение которых транслировалось в Интернете.
В 2012 году собственники подавали заявку на делистинг акций предприятия с Московской биржи из-за невысокого объёма торгов и низкого уровня цен на акции, однако этого осуществлено не было, а в 2014 году на фоне введения Россией продовольственного эмбарго отмечен существенный рост цен на акции (наряду с бумагами других российских производителей продуктов питания).

## Структура собственности
По состоянию на 2015 год открытое акционерное общество «Останкинский мясоперерабатывающий комбинат», владеющее имущественным и производственным комплексом предприятия, принадлежит на 49,2 % предположительно структурам компании «Ренова» Виктора Вексельберга (по 24,6 % у белизских фирм с названиями Absi Enterprises и Renova Investment), 47,38 % акций общества принадлежат структурам компании «Останкино» Михаила Попова (24,5 % у британско-виргинской фирмы Honeydrops Equities и 22,88 % у белизской фирмы Bellmar Capital Investment). Рыночная капитализация на июнь 2015 года составляет около 1,8 млрд руб. (около $33 млн; в 2004 году стоимость комбината Мясным союзом была оценена в $100 млн).
Кроме того, ОАО «Останкинский мясоперерабатывающий комбинат» владеет 16 % закрытого акционерного общества «ОМПК» (обладающего, в свою очередь, половиной доли в заводе «Ступино—Останкино» и частью сбытовых структур группы «Останкино»), а также долей около 13 % в открытом акционерном обществе «Мосмяспром» (владеющим долей в 57 % завода «Мяспром—Коровино» и небольшой долей недействующего Бусиновского мясокомбината). 100 % сбыта предприятия осуществляется через другую структуру группы «Останкино» — общество с ограниченной ответственностью «Останкино — новый стандарт», что отмечается как рисковый фактор в официальной отчётности.
Генеральный директор АО «ОМПК» — Игорь Борисовский.

## Продукция
По состоянию на 2015 год комбинат выпускает варёные, варёно-копчёные, сырокопчёные колбасы, сосиски, сардельки, мясные копчёности, замороженные пельмени, замороженные блинчики с различными начинками, охлаждённое и замороженное мясо для реализации в розничноторговых сетях.
Сбыт продукции целиком осуществляется через структуру компании «Останкино» — ООО «Останкино — новый стандарт», часть продукции в дальнейшем распределяется в собственную розничноторговую сеть компании «Останкино» (управляющие юрлица — ООО «Торговый дом Останкинские мясопродукты», связанное с мясокомбинатом только общими владельцами и ООО «ОМПК», принадлежащее комбинату на 16 %); притом факт сбыта через структуру, формально не подчинённую предприятию, отмечается как причина невысокой его рентабельности — дополнительные прибыли оседают в «торговых домах» компании «Останкино», что также неблагоприятно и для миноритарных акционеров комбината.

## Торговые марки
Основная торговая марка — «Останкино» (некоторое время использовалось написание с латинской буквой в середине — «ОстаNкино», также используются торговые марки «Сливочные» и «Сосиска.ру» (для сосисок); при этом продукция под этими торговыми марками выпускается и на других предприятиях компании «Останкино» (заводы «Мяспром—Коровино» и «Ступино—Останкино»).
Благодаря популярности торговых марок, связанных с комбинатом, колбасы под названием «Останкинская» стали выпускать и другие предприятия, невзирая на принадлежность исключительных прав на данную марку компании «Останкино». В частности, сообщалось о том, что Губкинский мясокомбинат, долгое время производивший колбасу «Останкинскую», из-за возможных претензий Останкинского комбината переименовал торговую марку в «Астанкинскую», использовав, однако, такое шрифтовое оформление, что новое название визуально слабо отличимо от старого.